# Giuseppe del Moro

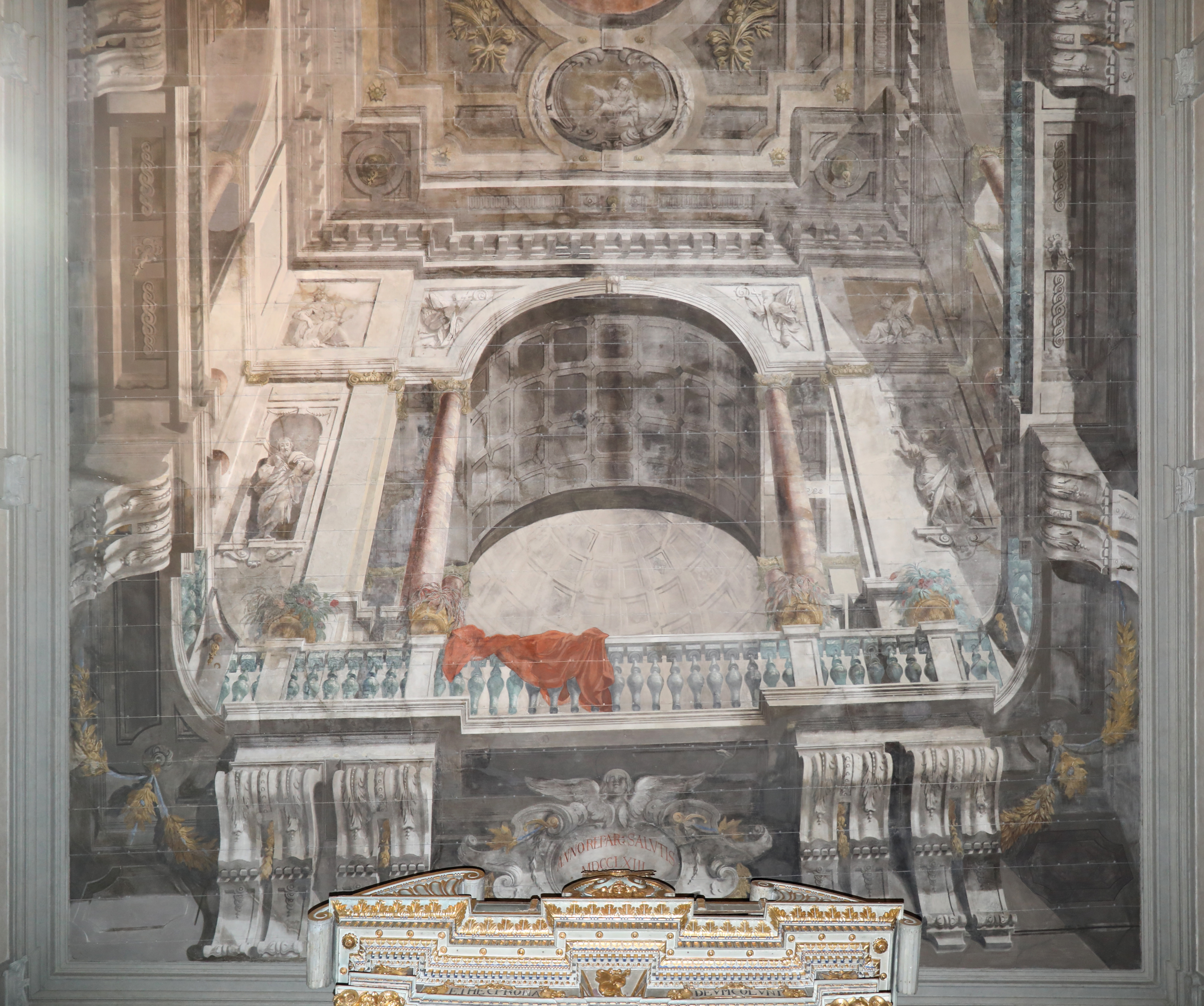
Quadrature nella collegiata di Empoli

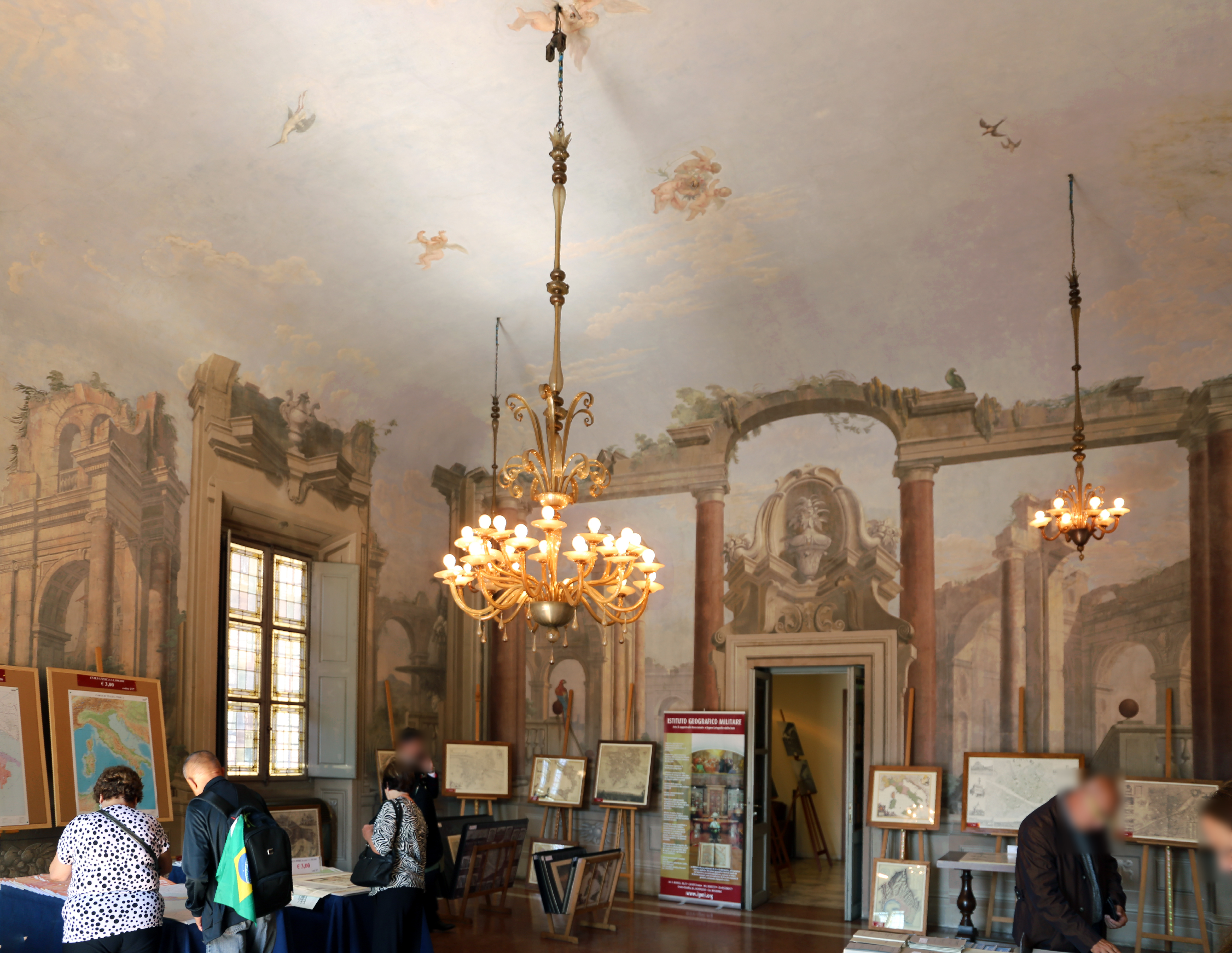
Sala delle Rovine, nella palazzina della Livia (Firenze)

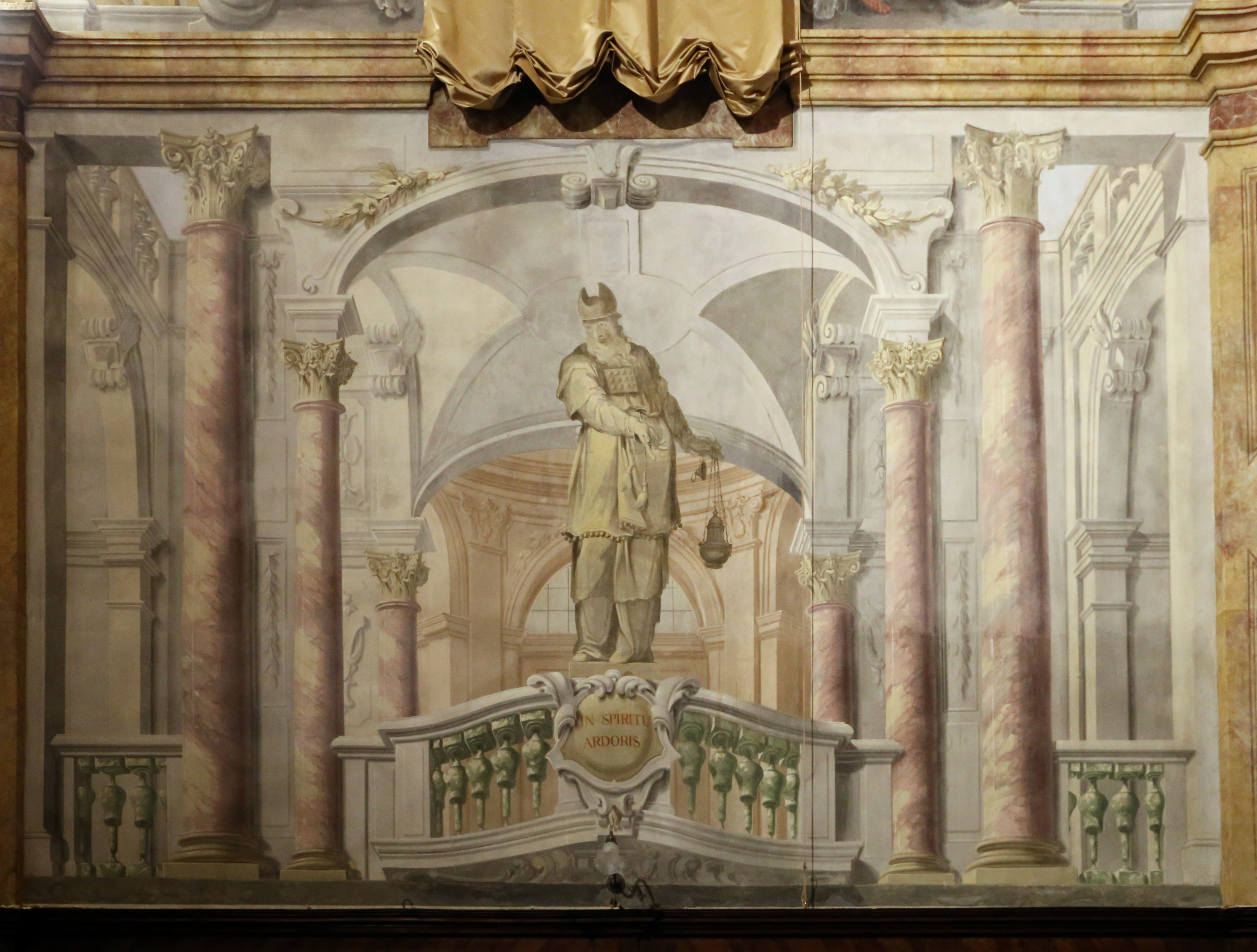
Quadrature su figure di Vincenzo Meucci, nella chiesa di San Leone (Pistoia)

Giuseppe del Moro (Firenze, 1719 circa – Firenze, 29 ottobre 1781) è stato un pittore italiano.

## Biografia
Figlio del quadraturista Lorenzo del Moro e di Alessandra Loi, non se ne conosce la data di nascita esatta. Si formò col padre nelle decorazione con sfondati architettonici, per poi iniziale una carriera individuale dal 1741, debuttando nella decorazione della chiesa della Santissima Annunziata a Monticelli (oggi ingolbata nel complesso di Montedomini) accanto al più anziano Ferdinando Melani e al figurista Vincenzo Meucci. 
Già nelle prime opere dimostrò un notevole estro, con composizioni nitide e improntate a uno spettacolare illusionismo, in cui dimostrò di aver assimilato tutta la perizia tecnica del padre e di aver osservato le ultime novità di Pietro Anderlini.
Fu spesso a fianco del Meucci, fino alla sua scomparsa nel 1766, e fu un prolifico decoratore di chiese, palazzi e ville, grazie alle relazioni strette con diverse famiglie nobiliari e coi principali ordini religiosi attivi in Toscana, sebbene una parte della sua opera sia poi andata distrutta.
Fu anche un creatore di scenografie teatrali e apparati effimeri. Lavorò alla collegiata di Empoli, alla chiesa di San Michele a San Salvi, alla villa del Poggio Imperiale (a più riprese tra il 1769 e il 1778). queste opere fecero una notevole impressione su Pietro Leopoldo, che gli affidò la decorazione interna del Casino della Livia, destinato alla sua favorita Livia Raimondi.